# Giuseppe Bellantoni
Giuseppe Bellantoni (Messina, 1880 - Forte dei Marmi, 1946) fou un baríton italià. Verdi i Toscanini, el consideraven el príncep dels barítons.
Abandonà els seus estudis de medicina per dedicar-se a la música, formant-se primer a Messina i, més endavant, a Roma amb Antonio Cotogni. El 1905, debutà a Messina, substituint a Enrico Moreo a Un ballo in maschera. El 1908 actuà per primera vegada a La Scala de Milà. Destacà per la seva interpretació de papers wagnerians, que es cantaven en italià, assolint èxits a Itàlia, Espanya, França, Argentina, etc. A Barcelona actuà al Gran Teatre del Liceu de Barcelona. En retirar-se com a cantant professional es va dedicar a l'ensenyament.